# Frölundabion
Frölundabion är en biograf/ideell förening som finns i Stora Salen på Frölunda Kulturhus, Frölunda Torg. Drivs av Folkets Bio.